# 12539 Chaikin
12539 Chaikin (1998 OP2) là một tiểu hành tinh vành đai chính được Spacewatch ở Kitt Peak phát hiện vào ngày 16 tháng 7 năm 1998. Nó được đặt theo tên của Andrew Chaikin, một tác giả người Mỹ có nhiều bài viết và sách về đề tài khoa học và thăm dò không gian.